# Zentralamerika- und Karibikspiele 2018/Tennis
Bei den Zentralamerika- und Karibikspielen 2018 in Barranquilla wurden vom 27. Juli bis 2. August 2018 sieben Wettbewerbe im Tennis ausgetragen.

## Herren

### Einzel
| Platz | Land                    | Spieler             |
| ----- | ----------------------- | ------------------- |
| 1     | Dominikanische Republik | Víctor Estrella     |
| 2     | Dominikanische Republik | Roberto Cid Subervi |
| 3     | Kolumbien               | Alejandro González  |

### Doppel
| Platz | Land                    | Spieler                                     |
| ----- | ----------------------- | ------------------------------------------- |
| 1     | Dominikanische Republik | Roberto Cid Subervi Víctor Estrella         |
| 2     | Guatemala               | Christopher Díaz Figueroa Wilfredo González |
| 3     | Kolumbien               | Nicolás Mejía Eduardo Struvay               |

### Mannschaft
| Platz | Land                    | Spieler                                                                        |
| ----- | ----------------------- | ------------------------------------------------------------------------------ |
| 1     | Dominikanische Republik | Roberto Cid Subervi Víctor Estrella Nick Hardt José Olivares                   |
| 2     | Guatemala               | Christopher Díaz Figueroa Stefan González Wilfredo González                    |
| 3     | Kolumbien               | Alejandro González Sergio Luis Hernández Ramírez Nicolás Mejía Eduardo Struvay |

## Damen

### Einzel
| Platz | Land        | Spielerin            |
| ----- | ----------- | -------------------- |
| 1     | Puerto Rico | Mónica Puig          |
| 2     | Kolumbien   | Mariana Duque Mariño |
| 3     | Mexiko      | Giuliana Olmos       |

### Doppel
| Platz | Land        | Spielerin                                        |
| ----- | ----------- | ------------------------------------------------ |
| 1     | Mexiko      | Fernanda Contreras Giuliana Olmos                |
| 2     | Kolumbien   | Mariana Duque Mariño María Camila Osorio Serrano |
| 3     | Puerto Rico | Mónica Matías Mónica Puig                        |

### Mannschaft
| Platz | Land      | Spielerin                                                                                  |
| ----- | --------- | ------------------------------------------------------------------------------------------ |
| 1     | Kolumbien | Mariana Duque Mariño María Fernanda Herazo María Camila Osorio Serrano María Paulina Pérez |
| 2     | Mexiko    | Fernanda Contreras Giuliana Olmos Andrea Renee Villarreal                                  |
| 3     | Guatemala | Melissa Morales María Rivera Daniela Schippers Andrea Weedon                               |

## Mixed
| Platz | Land                    | Spieler/in                                  |
| ----- | ----------------------- | ------------------------------------------- |
| 1     | Kolumbien               | Eduardo Struvay María Paulina Pérez         |
| 2     | Dominikanische Republik | José Olivares Kelly Williford               |
| 3     | Mexiko                  | Alan Núñez Aguilera Andrea Renee Villarreal |

## Medaillenspiegel
| Platz | Land                    | Gold | Silber | Bronze | Gesamt |
| ----- | ----------------------- | ---- | ------ | ------ | ------ |
| 01    | Dominikanische Republik | 3    | 2      | —      | 5      |
| 02    | Kolumbien               | 2    | 2      | 3      | 7      |
| 03    | Mexiko                  | 1    | 1      | 2      | 4      |
| 04    | Puerto Rico             | 1    | —      | 1      | 2      |
| 05    | Guatemala               | —    | 2      | 1      | 3      |